# Maury Chaykin

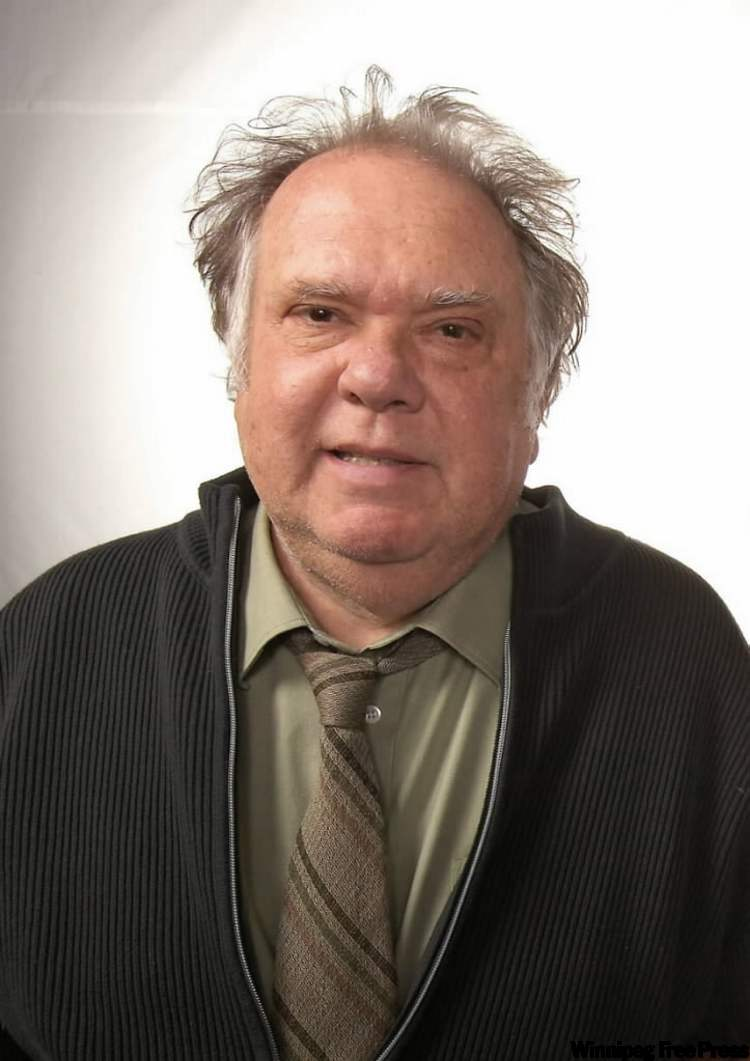
Maury Chaykin, 2010

Maury Chaykin (* 27. Juli 1949 in New York City; † 27. Juli 2010 in Toronto, Ontario) war ein US-amerikanisch-kanadischer Schauspieler.

## Leben
Maury Chaykin wuchs in Brooklyn auf. Seine Mutter war Kanadierin und sein Vater US-Amerikaner. Er besuchte die James Madison High School und danach SUNY Buffalo, die staatliche Hochschule des US-Bundesstaats New York, an der er Drama studierte. 1968 war er ein Gründungsmitglied des Swampfox Theater, einer Avantgardetheatergruppe in Buffalo. Nach dem Abschluss des Colleges übersiedelte er nach Toronto, Kanada, wo er seither lebte. Einige Jahre lang arbeitete er im experimentellen Theater in Stücken wie Gimme Shelter und Leave It to Beaver Is Dead. Am Beginn seiner Berufskarriere trat Chaykin im Fernsehfilm Riel (1979) auf, in dem sein Onkel George Bloomfield Regie führte. 1990 war er im Oscar-prämierten Film Der mit dem Wolf tanzt von und mit Kevin Costner zu sehen.
1994 gewann Chaykin einen Genie Award als bester Hauptdarsteller für Whale Music. Er erhielt im 1997 für die beste Schauspielleistung eines Ensembles den NBR Award beim National Board of Review für das Filmdrama Das süße Jenseits. 1998 wurde er als bester Gaststar in einer dramatischen Serie für Nikita mit einem Gemini Award ausgezeichnet. Er spielte darin den geistig etwas zurückgebliebenen, aber herzensguten Pizzafahrer Rudy, der unschuldig in kriminelle Machenschaften verwickelt wird. Sein Onkel George Bloomfield führte in dieser Folge der ersten Staffel Regie. 2006 erhielt Chaykin diesen Preis für eine Folge der dramatischen Serie At the Hotel als bester Gaststar.
In seiner 30 Jahre andauernden Schauspielkarriere hatte er in etwa 140 Film- und Fernsehrollen mitgewirkt.
Er starb am 27. Juli 2010, seinem 61. Geburtstag, in Toronto. Die Todesursache waren Komplikationen im Rahmen einer Endokarditis. Bis 1993 war er in erster Ehe verheiratet. Er hatte eine Tochter aus seiner zweiten Ehe mit der Schauspielerin Susannah Hoffmann.

## Filmografie (Auswahl)
- 1975: Me
- 1979: Riel
- 1980: Killer aus dem Dunkel (Double Negative)
- 1980: Ein Professor geht aufs Ganze (Nothing Personal)
- 1980: Die Entführung des Präsidenten (The Kidnapping of the President)
- 1981: Yukon (Death Hunt)
- 1982: Am Highpoint flippt die Meute aus (Highpoint)
- 1983: Curtains – Wahn ohne Ende (Curtains…The Ultimate Nightmare)
- 1983: WarGames – Kriegsspiele (WarGames)
- 1983: Unheimliche Begegnung (Of Unknown Origin)
- 1984: Harry & Sohn (Harry & Son)
- 1984: Der Wächter (The Guardian)
- 1984: Flucht zu dritt (Mrs. Soffel)
- 1985: Das Schlitzohr (Turk 182!)
- 1985: Def-Con 4 – Das letzte Kommando (Def-Con 4)
- 1985: Der glitzernde Tod (In Like Flynn)
- 1986: Micro-Chip-Man (The Vindicator)
- 1986: Local 323 (Act of Vengeance)
- 1986: Sommerferien – Total verrückt (Meatballs III: Summer Job)
- 1986: Nachtstreife (Night Heat, Fernsehserie, 2 Folgen)
- 1986: Crime Story (Fernsehserie, Folge Crime Pays)
- 1987: Higher Education – Erziehung Nebensache (Higher Education)
- 1987: Die Unbarmherzigen (Nowhere to Hide)
- 1987: Das Schlafzimmerfenster (The Bedroom Window)
- 1987: Asphalt Kid (Wild Thing)
- 1987: Caribe – Geschäft mit dem Tod (Caribe)
- 1988: Stars and Bars – Der ganz normale amerikanische Wahnsinn (Stars and Bars)
- 1988: Hot Paint – Eine verdammt heiße Ware (Hot Paint)
- 1988: Der stählerne Adler II (Iron Eagle II)
- 1988: Twins – Zwillinge (Twins)
- 1989: Unbekannte Dimensionen (The Twilight Zone, Fernsehserie)
- 1989: Fantasy Island – Die Geisterinsel (George’s Island)
- 1989: Millennium – Die 4. Dimension (Millennium)
- 1989: Die Traumtänzer (Breaking In)
- 1990: Die Zeit der bunten Vögel (Where the Heart Is)
- 1990: Mr. Destiny
- 1990: Die Waffen des Gesetzes (Street Legal, Fernsehserie)
- 1990: Der mit dem Wolf tanzt (Dances with Wolves)
- 1991: Verschwörung des Schweigens (Conspiracy of Silence)
- 1991: Der Schätzer (The Adjuster)
- 1992: Cut! – Mord mit versteckter Kamera (Split Images)
- 1992: Mein Vetter Winnie (My Cousin Vinny)
- 1992: Auf und davon (Leaving Normal)
- 1992: Ein ganz normaler Held (Hero)
- 1993: Sommersby
- 1993: Das Millionen-Ding (Money for Nothing)
- 1993: Eine Familie namens Beethoven (Beethoven’s 2nd)
- 1994: Whale Music
- 1994: Exotica
- 1995: Entfesselte Helden (Unstrung Heroes)
- 1995: Teufel in Blau (Devil in a Blue Dress)
- 1995: Der Pate und das Showgirl (Sugartime)
- 1995: Die Piratenbraut (Cutthroat Island)
- 1997: Kampf ums Überleben (Keeping the Promise)
- 1997: Der 100.000 $ Fisch (Gone Fishin’)
- 1997: Nikita (La Femme Nikita, Fernsehserie, Folge 1x12 Der Super-Gau)
- 1997: Leben und Tod auf Long Island (Love and Death on Long Island)
- 1997: Das süße Jenseits (The Sweet Hereafter)
- 1997: Lebe lieber ungewöhnlich (A Life Less Ordinary)
- 1997: Mäusejagd (Mousehunt)
- 1998: Jerry & Tom – Killer unter sich (Jerry and Tom)
- 1998: Die Maske des Zorro (The Mask of Zorro)
- 1998: PSI Factor – Es geschieht jeden Tag (PSI Factor – Chronicles of the Paranormal, Fernsehserie, 1 Folge)
- 1999: Verlockende Falle (Entrapment)
- 1999: Jeanne d’Arc – Die Frau des Jahrtausends (Joan of Arc)
- 1999: Mystery – New York: Ein Spiel um die Ehre (Mystery, Alaska)
- 1999: Black Devil (Let the Devil Wear Black)
- 2000: What’s Cooking?
- 2000: The Art of War
- 2001: Varian’s War – Ein vergessener Held (Varian’s War)
- 2001: Plan B
- 2001–2002: Nero Wolfe (A Nero Wolfe Mystery, Fernsehserie, 27 Folgen)
- 2002: Wettfieber (Bleacher Bums)
- 2002: Past Perfect
- 2002: The Wet Season
- 2002: Hostage
- 2003: Owning Mahowny
- 2003: Andromeda (Fernsehserie)
- 2004: CSI: Den Tätern auf der Spur (CSI: Crime Scene Investigation, Fernsehserie)
- 2004: Sugar
- 2004: Being Julia
- 2004: Wilby Wonderful
- 2004: Sex Traffic
- 2005: Wahre Lügen (Where the Truth Lies)
- 2005: Jagd auf den BTK-Killer (The Hunt for the BTK Killer)
- 2005/2006: Stargate – Kommando SG-1 (Stargate SG-1, Fernsehserie, 2 Folgen)
- 2005–2007: Entourage (Fernsehserie)
- 2006: Boston Legal (Fernsehserie)
- 2006: At the Hotel (Fernsehserie)
- 2006: Eureka – Die geheime Stadt (Fernsehserie)
- 2006: Heavens Fall
- 2008: Simons Geheimnis (Adoration)
- 2008: Die Stadt der Blinden (Blindness)
- 2008–2010: Less Than Kind (Fernsehserie)
- 2009: Cooking with Stella
- 2010: Casino Jack